# Xenopipo
Xenopipo – rodzaj ptaków z podrodziny gorzyków (Piprinae) w rodzinie gorzykowatych (Pipridae).

## Zasięg występowania
Rodzaj obejmuje gatunki występujące w Amazonii i regionie Gujana.

## Morfologia
Długość ciała 12–13,5 cm, masa ciała 12,5–21 g.

## Systematyka

### Etymologia
Xenopipo: gr. ξενος xenos „obcy”; nowołac. pipo „gorzyk”.

### Podział systematyczny
Do rodzaju należą następujące gatunki:
- Xenopipo uniformis (Salvin & Godman, 1884) – gorzynek oliwkowy
- Xenopipo atronitens Cabanis, 1847 – gorzynek czarny